# 川は流れる
「川は流れる」（かわはながれる）は、1961年9月30日に発売された仲宗根美樹のシングル。並びに同曲の大ヒットにより製作された同名映画。1971年8月20日には、新録音バージョンのシングルがリリースされた。

## 解説
作詞は横井弘、作曲・編曲は桜田誠一による。
オリジナル歌謡曲の制作・放送をするABCラジオの音楽番組「クレハ・ホームソング」で発表された楽曲。
元々は、1961年9月発売のシングル「雨の花園」のB面曲として発売されたが、歌声喫茶で評判となったことから、同年11月にA面とB面を入れ替えて再発され、売り上げが100万枚を超える空前の大ヒットを記録した。
1964年公開の映画「愛と死をみつめて」の中で、吉永小百合と浜田光夫が本楽曲をアカペラで歌うシーンがある。

## 収録曲

### オリジナル盤
- 両楽曲共に、作詞：横井弘

1. 川は流れる（3分41秒）
作曲・編曲：桜田誠一
2. 雨の花園（3分16秒）
作曲・編曲：安部芳明

### 1971年盤
1. 川は流れる（3分36秒）
作詞：横井弘、作曲：桜田誠一、編曲：高田弘
コーラス：キング女声合唱団
2. 夜明けに歌う子守唄（3分13秒）
作詞：永井ひろし、作曲・編曲：小川寛興
コーラス：ベイビー・ブラザーズ

## 映画

### スタッフ
以下のスタッフ名はKINENOTEに従った。
- 監督 - 市村泰一
- 脚本 - 柳井隆雄、津久田一正
- 製作 - 小松秀雄
- 撮影 - 小杉正雄
- 美術 - 芳野尹孝
- 音楽 - 桜田誠一
- 録音 - 小尾幸魚
- 照明 - 加藤政雄
- 編集 - 大沢しづ

### キャスト
以下の出演者名、役名はKINENOTEに従った。
- 桑野みゆき - 水方亜紀
- 仲宗根美樹 - 三谷理江
- 大坂志郎 - 三谷弘太郎
- 月丘夢路 - 三谷多佳子
- 園井啓介 - 酉圭介
- 山本豊三 - 石田克巳
- 牧紀子 - 小池咲子
- 二本柳寛 - 石津謙作
- 桜むつ子 - 石津邦子
- 山内明 - 高田
- 環三千世 - 高田知子
- 明智十三郎 - 秋枝
- 福岡正剛 - 靴屋の店員